# Murray McEachern
Murray McEachern (Toronto, 16 augustus 1915 - Los Angeles, 28 april 1982) was een Canadese jazz-trombonist en -altsaxofonist. Ook speelde hij viool en trompet.
McEachern studeerde als kind viool aan het conservatorium en gaf zijn eerste recital in Massey Hall toen hij twaalf was. Als tiener studeerde hij klarinet en saxofoon en speelde hij met Percy Faith (op de radio) en Lucio Agostini. In de loop van de tijd werd hij ook bekwaam op andere instrumenten.
In 1936 ging hij naar Chicago op zoek naar werk en werd hij trombonist in de bigband van Benny Goodman. Hierna speelde hij bij het orkest van Jack Hylton en het Casa Loma Orchestra, geleid door Glen Gray. In 1941 werd hij lid van een groep van Paul Whiteman en in 1943 speelde hij bij Harry James. Tijdens de Tweede Wereldoorlog speelde hij ook voor Amerikaanse troepen. In de jaren veertig begon hij zijn lange loopbaan als studiomuzikant in Los Angeles, waar hij meespeelde op talloze soundtracks voor Hollywood-films, zoals The Glenn Miller Story en The Benny Goodman Story. Ook leidde hij af en toe een eigen orkest. In de jaren zeventig toerde hij in Europa (1972), was hij kort lid van het orkest van Duke Ellington (1973) en leidde hij het Tommy Dorsey Orchestra (1974-1976).
McEachern heeft meegespeeld op opnames van onder meer Art Tatum, Hoagy Carmichael, Count Basie, Billie Holiday, Mildred Bailey, Buddy DeFranco, Ray Anthony, Bing Crosby, Gene Krupa, Peggy Lee, Ella Fitzgerald, Anita O'Day en Nancy Wilson.  

## Discografie (selectie)
- Murray McEachern...and Friends, Klavier Records, 1996